# Acragas
Acragas is een geslacht van spinnen uit de familie springspinnen (Salticidae).

## Soorten
De volgende soorten zijn bij het geslacht ingedeeld:
- Acragas carinatus Crane, 1943
- Acragas castaneiceps Simon, 1900
- Acragas erythraeus Simon, 1900
- Acragas fallax (Peckham & Peckham, 1896)
- Acragas hieroglyphicus (Peckham & Peckham, 1896)
- Acragas humaitae Bauab & Soares, 1978
- Acragas humilis Simon, 1900
- Acragas leucaspis Simon, 1900
- Acragas longimanus Simon, 1900
- Acragas longipalpus (Peckham & Peckham, 1885)
- Acragas mendax Bauab & Soares, 1978
- Acragas miniaceus Simon, 1900
- Acragas nigromaculatus (Mello-Leitão, 1922)
- Acragas pacatus (Peckham & Peckham, 1896)
- Acragas peckhami (Chickering, 1946)
- Acragas procalvus Simon, 1900
- Acragas quadriguttatus (F. O. P.-Cambridge, 1901)
- Acragas rosenbergi Simon, 1901
- Acragas trimaculatus Mello-Leitão, 1917
- Acragas zeteki (Chickering, 1946)